# Metodo di Karl Fischer
Il metodo di Karl Fischer, detto anche acquametria, è una tecnica analitica utilizzata per la misura di tracce di acqua in varie matrici, soprattutto solventi non acquosi e sali idrati.

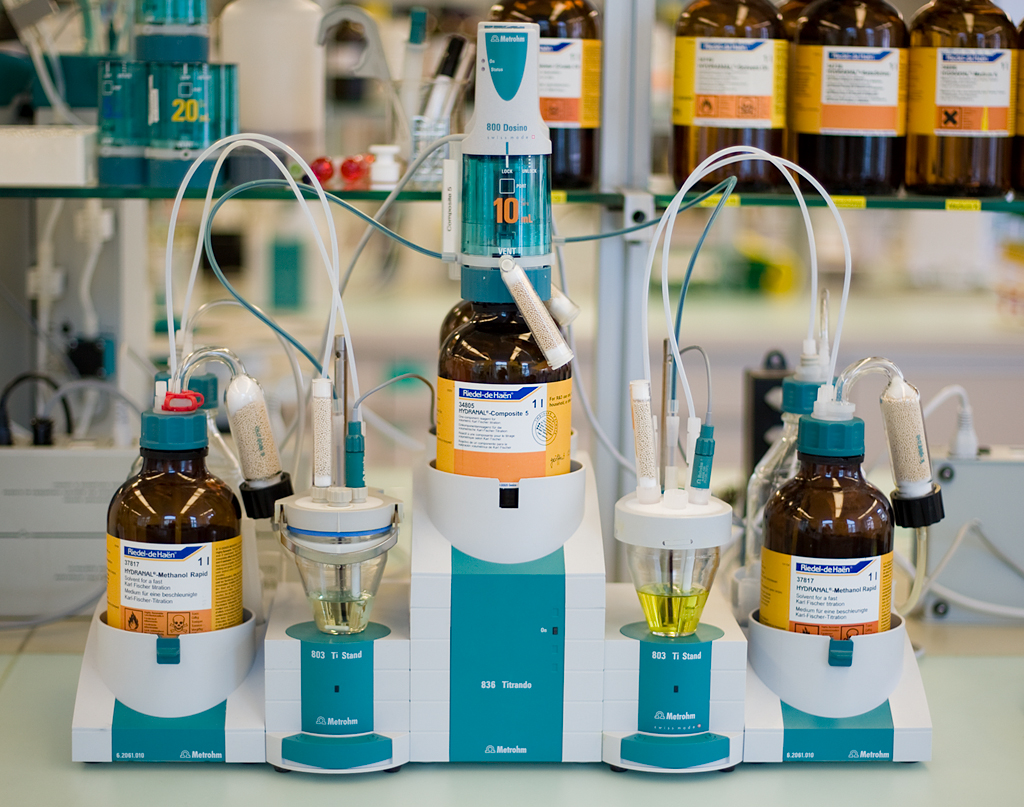
Titolatori automatici che applicano il metodo Karl Fischer

Il metodo è stato messo a punto dal chimico tedesco Karl Fischer, da cui ha preso il nome, e consiste in una titolazione il cui punto finale è generalmente rilevato automaticamente per via amperometrica. È un metodo molto sensibile, capace di rilevare tracce di acqua in un campione fino a poche parti per milione.
La procedura si basa sull'ossidazione dell'anidride solforosa ad opera dello iodio, osservata originariamente da Robert Bunsen
I2 + SO2 + 2 H2O → 2 HI + H2SO4 
La titolazione viene condotta in un solvente anidro, generalmente metanolo, in presenza di una base capace di neutralizzare l'acido solforico prodotto dalla reazione e di creare una soluzione tampone che stabilizzi il pH su valori ottimali per lo svolgersi della reazione, compresi tra 5 e 7; inizialmente la base scelta fu la piridina, oggi sostituita dal meno tossico imidazolo o dalla dietanolammina.
La stechiometria esatta della reazione è stata poco nota nei dettagli fino agli anni settanta quando studi di cinetica appurarono che il processo si compone essenzialmente di due passaggi, la reazione del metanolo con l'anidride solforosa a dare un monometil-solfito che viene successivamente ossidato dallo iodio (RN rappresenta una molecola di base generica)
CH3OH + SO2 + RN → [RNH]SO3CH3 
[RNH]SO3CH3 + I2 + H2O + 2 RN → [RNH]SO4CH3 + 2 [RNH]I 
Tra i vantaggi di questo metodo rispetto alla misurazione del contenuto di acqua per essiccamento del campione in stufa rientrano la rapidità - pochi minuti contro qualche ora - e l'alta selettività - solo l'acqua reagisce, non gli altri composti volatili eventualmente presenti nel campione.